# ألفونس أريولا
ألفونس فرانسيس أريولا ( مواليد 27 فبراير 1993)، هو لاعب كرة قدم فرنسي يلعب كحارس مرمى لصالح نادي وست هام يونايتد في الدوري الإنجليزي الممتاز. وسبق أن لعب مع ريال مدريد وباريس سان جيرمان.

## مسيرته الكروية

### باريس سان جيرمان
بدأ أريولا لعب كرة القدم وهو في السادسة من عمره لصالح (بالفرنسية: Entente Sportive des Petits Anges)‏ وقضى سبع سنوات في ناديه المحلي قبل أن يتعاقد معه باريس سان جيرمان الفرنسي. عندما كان أريولا في الخامسة عشرة من عمره، وبناءً على نصيحة المدربين في باريس، التحق بمركز كليرفونتين لكرة القدم من أجل مواصلة تطويره. عاد إلى باريس سان جيرمان في العام التالي ووقع أول عقد احترافي له مع الباريسيين في يوليو 2009، في صفقة مدتها ثلاث سنوات.
في 18 مايو 2013، بعد أن تطوّر من خلال أكاديمية النادي، شارك أريولا في أول مباراة له مع فريق باريس سان جيرمان الأول، ليحل محل حارس المرمى الأول سالفاتوري سيريغو في الدقيقة 48 من الفوز 3–1 على أرضه أمام بريست. توج باريس سان جيرمان بلقب الدوري الفرنسي الأول قبل المباراة وكان خصمه قد هبط بالفعل.
شارك كأساسي لأول مرة له مع النادي في نهاية الأسبوع التالي بفوزه 3–1 على لوريان، حيث لعب 61 دقيقة في المباراة الأخيرة من الموسم قبل أن يتم استبداله بحارس مرمى الرابع رونان لوكروم والذي تم طرده لاحقًا.في المباراة، لارتكاب خطأ على جوليان كويرشا.

### ريال مدريد
في 2 سبتمبر 2019، انضم أريولا إلىريال مدريد على سبيل الإعارة لمدة موسم واحد كجزء من صفقة انتقال كيلور نافاس إلى باريس سان جيرمان. لعب أربع مباريات خلال موسم الدوري، حيث فاز ريال مدريد بلقب الدوري الإسباني لموسم 2019–20.

## مسيرته الدولية
في 17 مايو 2018، تم اختياره في فريق ديشامب المكون من 23 لاعباً للمشاركة في كأس العالم 2018 في روسيا. هناك شغل منصب حارس المرمى الثالث وراء هوغو لوريس وستيف مانداندا حيث حققت فرنسا اللقب. بعد قيامه بذلك، أصبح أول لاعب منذ الأرجنتيني هيكتور زيلادا في عام 1986 يرفع كأس العالم على الرغم من أنه لم يلعب أي مباراة مع المنتخب آنذاك. في وقت لاحق من ذلك العام، وبسبب إصابة في الفخذ تعرض لها لوريس، تم تصنيف أريولا كحارس مرمى فرنسا في المباراة الافتتاحية لدوري الأمم الأوروبية ضد ألمانيا في 6 سبتمبر. حافظ على نظافة شباكة في أول مباراة دولية له وأُختير رجلاً للمباراة في اللقاء الذي انتهى بالتعادل السلبي.

## الإحصائيات

### النادي
آخر تحديث 19 يوليو 2020.
| النادي             | الموسم                                | الدوري                        | الدوري | الدوري  | الكأس الوطني | الكأس الوطني | كأس الدوري | كأس الدوري | قاري   | قاري    | أخرى   | أخرى    | المجموع | المجموع |
| النادي             | الموسم                                | الدرجة                        | الظهور | الأهداف | الظهور       | الأهداف      | الظهور     | الأهداف    | الظهور | الأهداف | الظهور | الأهداف | الظهور  | الأهداف |
| ------------------ | ------------------------------------- | ----------------------------- | ------ | ------- | ------------ | ------------ | ---------- | ---------- | ------ | ------- | ------ | ------- | ------- | ------- |
| باريس سان جيرمان   | 2012–13                               | الدوري الفرنسي                | 2      | 0       | 0            | 0            | 0          | 0          | 0      | 0       | —      | —       | 2       | 0       |
| باريس سان جيرمان   | 2016–17                               | الدوري الفرنسي                | 15     | 0       | 5            | 0            | 1          | 0          | 6      | 0       | 0      | 0       | 27      | 0       |
| باريس سان جيرمان   | 2017–18                               | الدوري الفرنسي                | 34     | 0       | 0            | 0            | 0          | 0          | 8      | 0       | 1      | 0       | 43      | 0       |
| باريس سان جيرمان   | 2018–19                               | الدوري الفرنسي                | 21     | 0       | 5            | 0            | 2          | 0          | 3      | 0       | 0      | 0       | 31      | 0       |
| باريس سان جيرمان   | 2019–20                               | الدوري الفرنسي                | 3      | 0       | 0            | 0            | 0          | 0          | 0      | 0       | 1      | 0       | 4       | 0       |
| باريس سان جيرمان   | المجموع                               | المجموع                       | 75     | 0       | 10           | 0            | 3          | 0          | 17     | 0       | 2      | 0       | 107     | 0       |
| لانس (إعارة)       | الدوري الفرنسي الدرجة الثانية 2013–14 | الدوري الفرنسي الدرجة الثانية | 35     | 0       | 1            | 0            | 0          | 0          | —      | —       | —      | —       | 36      | 0       |
| باستيا (إعارة)     | 2014–15                               | الدوري الفرنسي                | 35     | 0       | 1            | 0            | 3          | 0          | —      | —       | —      | —       | 39      | 0       |
| فياريال (إعارة)    | 2015–16                               | الدوري الإسباني               | 32     | 0       | 0            | 0            | —          | —          | 5      | 0       | —      | —       | 37      | 0       |
| ريال مدريد (إعارة) | 2019–20                               | الدوري الإسباني               | 4      | 0       | 3            | 0            | —          | —          | 2      | 0       | 0      | 0       | 9       | 0       |
| الإجمالي           | الإجمالي                              | الإجمالي                      | 181    | 0       | 15           | 0            | 6          | 0          | 24     | 0       | 2      | 0       | 228     | 0       |

### المنتخب
آخر تحديث 2 يونيو 2019.
| فرنسا   | فرنسا  | فرنسا   | فرنسا |
| العام   | الظهور | الأهداف |       |
| ------- | ------ | ------- | ----- |
| 2018    | 2      | 0       |       |
| 2019    | 1      | 0       |       |
| المجموع | 3      | 0       |       |

## الإنجازات

### النادي
باريس سان جيرمان
- الدوري الفرنسي: 2012–13،[8] 2017–18،[20] 2018–19[21]
- كأس فرنسا: 2016–17،[22] 2017–18[23]
- كأس الرابطة الفرنسية: 2016–17،[24] 2017–18[25]
- كأس الأبطال الفرنسي: 2016،[26] 2017،[27] 2019[28]

 ريال مدريد
- الدوري الإسباني: 2019–20[29]
- كأس السوبر الإسباني: 2019–20[30]

### المنتخب
فرنسا تحت 20 سنة
- كأس العالم تحت 20 سنة 2013[31]

 فرنسا
- كأس العالم: 2018[32]

### الفردية
- بطولة أوروبا تحت 19 سنة فريق البطولة: 2012[33]
- الدوري الفرنسي الدرجة الثانية حارس العام: 2013–14[34]
- الدوري الفرنسي الدرجة الثانية فريق الموسم: 2013–14[بحاجة لمصدر]
- يوروسبورت إلهام العام: 2014[35]
- دوري أبطال أوروبا فريق الواعدين: 2016[36]

### الأوسمة
- شوفالييه من وسام جوقة الشرف: 2018[37]

## وصلات خارجية
- ألفونس أريولا على موقع الاتحاد الدولي (مؤرشف)  (الإنجليزية)
- ألفونس أريولا على موقع الاتحاد الأوربي (الإنجليزية)
- ألفونس أريولا على موقع إي إس بي إن إف سي (الإنجليزية)
- ألفونس أريولا على موقع قاعدة بيانات كرة القدم.إي يو (الإنجليزية)
- ألفونس أريولا على موقع ليكيب (الفرنسية)
- ألفونس أريولا على موقع ناشيونال فوتبول تيمز (الإنجليزية)
- ألفونس أريولا على موقع Soccerbase.com (لاعب) (الإنجليزية)
- ألفونس أريولا على موقع Soccerway.com (الإنجليزية)
- ألفونس أريولا على موقع عالم كرة القدم.نت (الإنجليزية)
- ألفونس أريولا على موقع كووورة